# Елизаров, Георгий Кузьмич
Георгий Кузьмич Елизаров (17 февраля 1900, Алатырь — 1 октября 1963) — советский режиссёр-мультипликатор, киновед.

## Биография
Родился 17 февраля 1900 года в городе Алатыри Симбирской губернии. В 1918—1922 годах воевал на фронтах Гражданской войны.
С 1931 по 1936 год работал режиссёром военно-технических фильмов на Московской кинофабрике «Союзтехфильм» (впоследствии — Центральная студия научно-популярных и учебных фильмов). С 1937 года экспериментировал в области объёмной анимации на студии «Мосфильм», в том числе совместно с режиссёром Александром Птушко.
В 1941 году с началом Великой Отечественной войны служил в РККА командиром штабной роты, техником дальней связи. Участвовал в битве за Москву, воевал под Сталинградом, а войну закончил в Кёнигсберге. Награждён орденом Отечественной войны II степени (1945) и орденом Красной Звезды (1943). Демобилизован в декабре 1945 года в звании старшего лейтенанта.
С 1949 года работал научным сотрудником отдела научной обработки отечественного фильмофонда Госфильмофонда СССР. Был автором материалов о советской анимации, составителем справочника «Советская мультипликация», изданного в 1966 году.
Умер 1 октября 1963 года.

## Фильмография

### Режиссёр
- 1938 — Чудесный светофор (анимационный)[4]
- 1941 — В кукольной стране (анимационный)[5]

## Награды
- Орден Отечественной войны (II степень)
- Орден Красной Звезды
- Медаль «За оборону Москвы»
- Медаль «За оборону Сталинграда»